# Tuoba Tao
Tuoba Tao (chinois : 拓跋焘 ; pinyin : tuòbá tāo ; EFEO : T’o-pa T’ao) est le nom personnel de l'empereur Taiwudi (太武帝, tàiwǔ dì) de la dynastie des Wei du Nord, issue du peuple turc des Tabghatch (ou Tuoba en mandarin). Il est le troisième empereur de la dynastie Wei du Nord et règne de 424 à 451. Il lutte contre les Ruanruan et contre l’empire de Nankin. Il impose progressivement son autorité sur toute la Chine du Nord.

## Règne
Tuoba Tao commence son règne le 16 janvier 424, et prend le nom de Taiwu. 
Dès son avènement, il est menacé par les Ruanruan qu’il repousse, puis l’année suivante lance une contre-offensive contre eux vers le Gobi. Ils sont chassés de la steppe vers les montagnes du Baïkal ou de l’Orkhon. Ensuite Taiwu attaque le royaume Xiongnu de Xia dans le Shaanxi et s’empare de sa capitale Tongwan en 427 tandis que ses lieutenants prennent Chang'an en 426 ; le Shaanxi est totalement annexé en 431. En 436, Taiwu envahit le royaume Pei Yen (Yan du Nord, dans le Jehol), dernier débris des possessions Murong (Xianbei). En 439, il annexe le royaume Liang septentrional du Gansu d’où il chasse un groupe de Xiongnu vers Tourfan, achevant la conquête des Seize Royaumes barbares de Chine du nord.
En 429, 443 et 449, Taiwu lance de nouveaux raids dévastateurs contre les Ruanruan ; en 445 ses troupes interviennent dans le bassin du Tarim contre le Shanshan qui lui a coupé les routes de l'Ouest (Lob Nor), et en 448 son général Wan Tou-kouei soumet au tribut les oasis de Karachahr et Koutcha.
En 438 il proclame un édit de laïcisation contre les moines bouddhistes, renforcé en 446 par de véritables mesures de persécution. Il tente de fusionner les croyances altaïques avec les cultes confucéens. Il maintient néanmoins les vertus guerrières de son peuple en gardant le contact avec la steppe. Il maintient par exemple la coutume consistant à mettre à mort la mère d’un roi Tabghatch à son avènement pour éviter les rancunes ou l’ambition de la future douairière ou de son clan.
À l’automne 450, l’empereur des Song du Sud attaque les Wei pour reprendre ses provinces au sud du fleuve Jaune ; Tuoba Tao contrattaque, écrase une armée de Song à Huatai, près du Huang He, puis poursuit son offensive vers le sud et atteint le Yangzi près de Jiankang le 1er février 451, avant de se retirer le 18 février et d’assiéger Xuyi sur le Huai He pour ravitailler ses troupes. La place résiste, et quand une flotte song remonte le fleuve, les Wei se retirent vers le Nord, en ravageant les provinces environnantes et faisant 50 000 prisonniers.
Taiwu est assassiné à la suite d'intrigues de palais le 11 mars 452.